# Medicosma cunninghamii
Medicosma cunninghamii är en vinruteväxtart som först beskrevs av William Jackson Hooker, och fick sitt nu gällande namn av J. D. Hook.. Medicosma cunninghamii ingår i släktet Medicosma och familjen vinruteväxter. Inga underarter finns listade i Catalogue of Life.